# Lo Barnechea

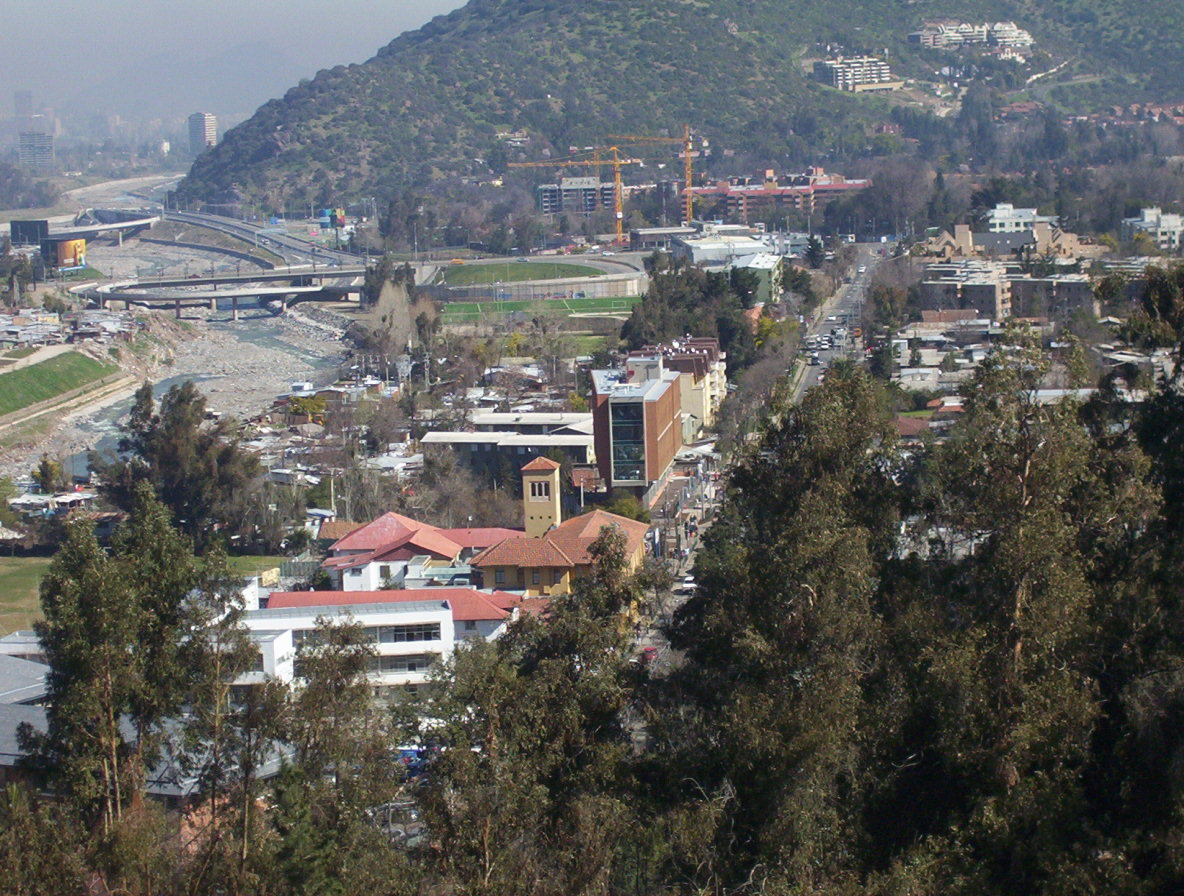
Lo Barnechea

Lo Barnechea este un oraș cu 74.749 locuitori (2002) din regiunea Metropolitană Santiago, Chile.